# Danh sách đảng chính trị Hàn Quốc
Bài viết này liệt kê các Đảng chính trị ở Hàn Quốc. Hàn Quốc có hệ thống đa đảng được thể chế hóa yếu, đặc trưng bởi những thay đổi thường xuyên trong việc sắp xếp các Đảng. Các Đảng chính trị có cơ hội giành quyền lực đơn độc.

## Bầu cử gần đây
| Liên minh | Lãnh đạo cao cấp | Số ghế | Số ghế | % số ghế |
| --- | ---------------- | ------ | ------ | -------- |
| Dân chủ Đồng hành | Hong Young-pyo   | 118    |        | 39.33%   |
| Tự do | Kim Seong-tae    | 113    |        | 37.67%   |
| Tương lai Bareun | Kim Dong-cheol   | 30     |        | 10.00%   |
| Hòa bình và Công lý | Roh Hoe-chan     | 20     |        | 6.67%    |
| Minjung | -                | 1      |        | 0.33%    |
| Ái quốc Đại Hàn | -                | 1      |        | 0.33%    |
| Không đảng phái | Không đảng phái  | 5      |        | 1.67%    |
| Khuyết | Khuyết           | 12     |        | 4.00%    |
| Tổng | Tổng             | 300    |        | 100.0%   |
| Ghi chú: 1. Các nhóm đối lập có thể được thành lập bởi 20 thành viên trở lên. Hiện tại có 4 nhóm đối lập trong Quốc hội, được thành lập bởi Đảng Dân chủ, Đảng Tự do, Đảng Tương lai Bareun, và nhóm nghị sĩ Hòa bình và Công lý |                  |        |        |          |

## Đảng hiện tại

### Chính đảng
Ngoài 5 đại biểu không đảng phái, 7 đảng chính trị có đại biểu trong Quốc hội khoá 20 (hình thành tổng 300 đại biểu):
| Đảng | Đảng                                         | Số ghế Quốc hội | Lãnh đạo Đảng | Vị trí                   | Học thuyết                | Ghi chú |
| ---- | -------------------------------------------- | --------------- | ------------- | ------------------------ | ------------------------- | --- |
|      | Đảng Dân chủ Hàn Quốc (DPK) 더불어민주당     | 118             | Lee Jae Myung | Trung dung đến Trung tả  | Chủ nghĩa tự do xã hội    | xem thêm: Chủ nghĩa tự do ở Hàn Quốc Tự do; sáp nhập từ Đảng Dân chủ và Đảng Tầm nhìn Chính trị Mới.                                           |
|      | Đảng sức mạnh quốc dân 국민의힘              | 113             | Choo Ho Young | Trung hữuđến Cánh hữu    | Chủ nghĩa bảo thủ         | xem: Chủ nghĩa bảo thủ ở Hàn Quốc Bảo thủ; tên cũ là Đảng Thế giới mới.                                                                        |
|      | Đảng tương lai Hàn Quốc                      | 30              | Won Yoo Cheol | Trung dung đến Trung hữu | Chủ nghĩa trung dung      | xem: chủ nghĩa tự do và chủ nghĩa bảo thủ ở Hàn Quốc Sáp nhập từ Đảng Nhân dân và Đảng Bareun.                                                 |
|      | Đảng vì Dân chủ và Hòa bình (PDP) 민주평화당 | 14              | Cho Bae-sook  | Trung tả                 | chủ nghĩa tự do           | xem: chủ nghĩa tự do tự do; tách ra từ Đảng Nhân dân.                                                                                          |
|      | Đảng Công lý (JP) 정의당                     | 6               | Lee Eun Ju    | Trung tả đến cánh tả     | Dân chủ xã hội            | xem: chủ nghĩa tiến bộ Tiến bộ; tách ra từ Đảng Thống nhất tiến bộ                                                                             |
|      | Đảng Hàn Quốc chuyển đổi시대전환             | 1               | Cho Jong Hoon | cánh tả                  | Chủ nghĩa dân tộc cánh tả | xem: chủ nghĩa tiến bộ Tiến bộ; Được thành lập từ các Đảng viên Đảng Thống nhất tiến bộ.                                                       |
|      | Đảng Ái quốc Đại Hàn 대한애국당              | 1               | Cho Won-jin   | Cực hữu                  | Thân-Park Geun-hye        | xem: chủ nghĩa bảo thủ và Quyền Mới ở Hàn Quốc Bảo thủ; được thành lập bởi các nhóm phản đối sự luận tội đối với cựu Tổng thống Park Geun-hye. |

### Các đảng nhỏ trong Quốc hội
- Đảng Lao động (노동당, Nodongdang)
- Đảng Cơ đốc Tự do (기독자유당; Gidok jayudang)
- Đảng Xanh (녹색당, Noksaekdang)
- Đảng Hannara (한나라당, Hannaradang)
- Đảng Dân chủ Nhân dân (민중민주당, Minjungminjudang)
- Đảng Nhân dân mới vì Cải cách (개혁국민신당, Gaehyeok gukminsindang)
- Đảng Thống nhất Phật giáo Xanh (그린불교연합당, Geurin bulgyo yeonhapdang)
- Đảng Xanh Quốc tế (국제녹색당, Gukje noksaekdang)
- Đảng Cộng hòa (공화당, Gonghwadang)
- Đảng Saenuri (2017) (새누리당, Saenuridang)
- Đảng thống nhất Đại Dân tộc (국민대통합당, Gukmindaetonghapdang)
- Đảng Thống nhất Hàn Quốc
- Đảng Tương lai Quốc gia (우리미래, Woori Mirae)
- Đảng Sức mạnh Quốc Dân (국민의힘, Kookmineuihim)